# Remontrants
Les remontrants (ou fraternité remontrante), souvent orthographiés remonstrants, sont une dénomination protestante qui voit le jour au début du XVIIe siècle, à la suite d'un schisme au sein de l'Église réformée néerlandaise. Les premiers remontrants sont des partisans de Jacobus Arminius qui, après sa mort, adoptent ses vues appelées arminianisme contre les tenants de l'orthodoxie calviniste. Condamnés par le synode de Dordrecht (1618-1619), les remontrants se maintiennent de manière très minoritaire aux Pays-Bas. Au milieu du XIXe siècle, la fraternité remontrante est influencée par le courant théologique libéral hollandais.

## Histoire

### Fondation

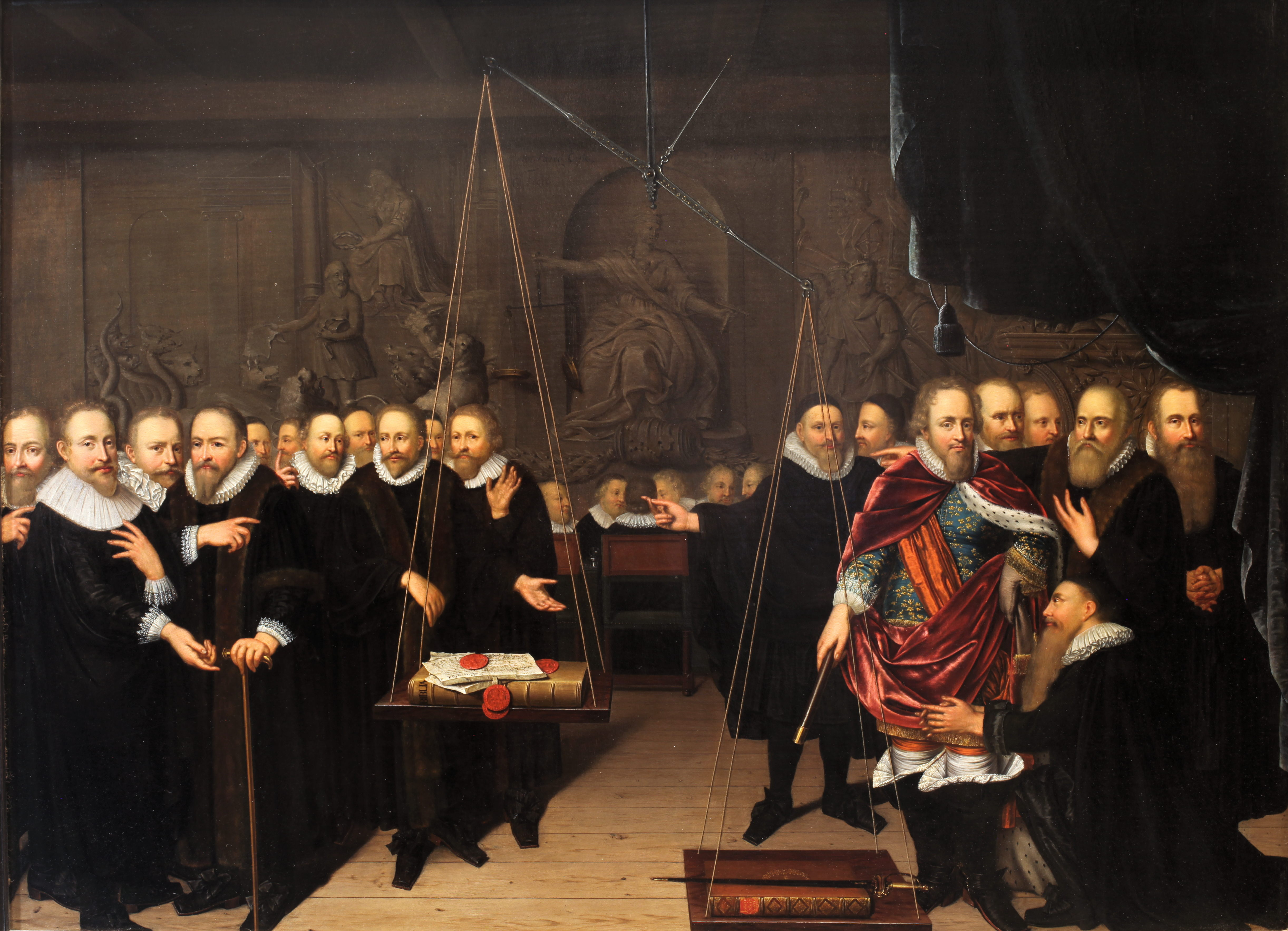
Allégorie sur les disputes entre remontrants et contre-remontrants en 1618 par Abraham van der Eyk, 1721. Les remontrants sont visibles à gauche, tandis que leurs adversaires réformés hollandais se trouvent à droite. La balance montre que la cause calviniste est plus lourde que la cause arminienne, mais elle comporte une épée. L'épée symbolise le soutien de l'État accordé à l'Église réformée néerlandaise par la République.

En formulant l'arminianisme, Jacobus Arminius (Jacob Harmensen) se met en désaccord par rapport à Calvin notamment sur l'élection et la prédestination. Il défend le libre arbitre contre la lettre de l'enseignement de Calvin, qui parle de « serf-arbitre », donc la faculté pour l'homme d'accepter ou de refuser la grâce divine. 
En 1610, les partisans d’Arminius, présentent aux États de Hollande et de Frise une Remontrance en cinq articles formulant leurs points de désaccord avec le calvinisme tel qu'adopté par l'Église réformée néerlandaise. C'est pour cette raison que les partisans d'Arminius furent appelés « remontrants », mais on les appela aussi « arminiens ».
Leurs adversaires, inspirés par Franciscus Gomarus, sont désormais connus sous le nom de gomaristes ou de contre-remontrants. Bien que les États généraux aient publié un édit tolérant les deux parties et interdisant toute contestation ultérieure, le conflit s'est poursuivi et a été lié à des conflits politiques des Provinces-unies. Les remontrants ont été attaqués à la fois par des ennemis personnels et par les armes politiques de Maurice d'Orange. Leur principal allié, Johan van Oldenbarnevelt, fut exécuté et d’autres dirigeants emprisonnés. 
En 1618-1619, le synode de Dordrecht sanctionne la victoire de l'école calviniste orthodoxe et expulse treize pasteurs arminiens dirigés par Simon Episcopius. Le synode rédigea quatre-vingt-treize règles canoniques et confirma l'autorité de la Confessio Belgica et du Catéchisme de Heidelberg. Le jugement du synode fut exécuté par le biais de la destitution et, dans certains cas, du bannissement des ministres remontrants. Dans ce contexte, en raison du manque de prédicateurs, les arminiens créent à Warmond un mouvement en faveur du sermon laïc, dont les adhérents fondent la Société des collégiants. Une communauté d'exilés est fondée à Anvers en 1619. En 1621, ils sont autorisés à s'établir dans le duché de Schleswig, où ils construisent la ville de Friedrichstadt.

### Institutionnalisation

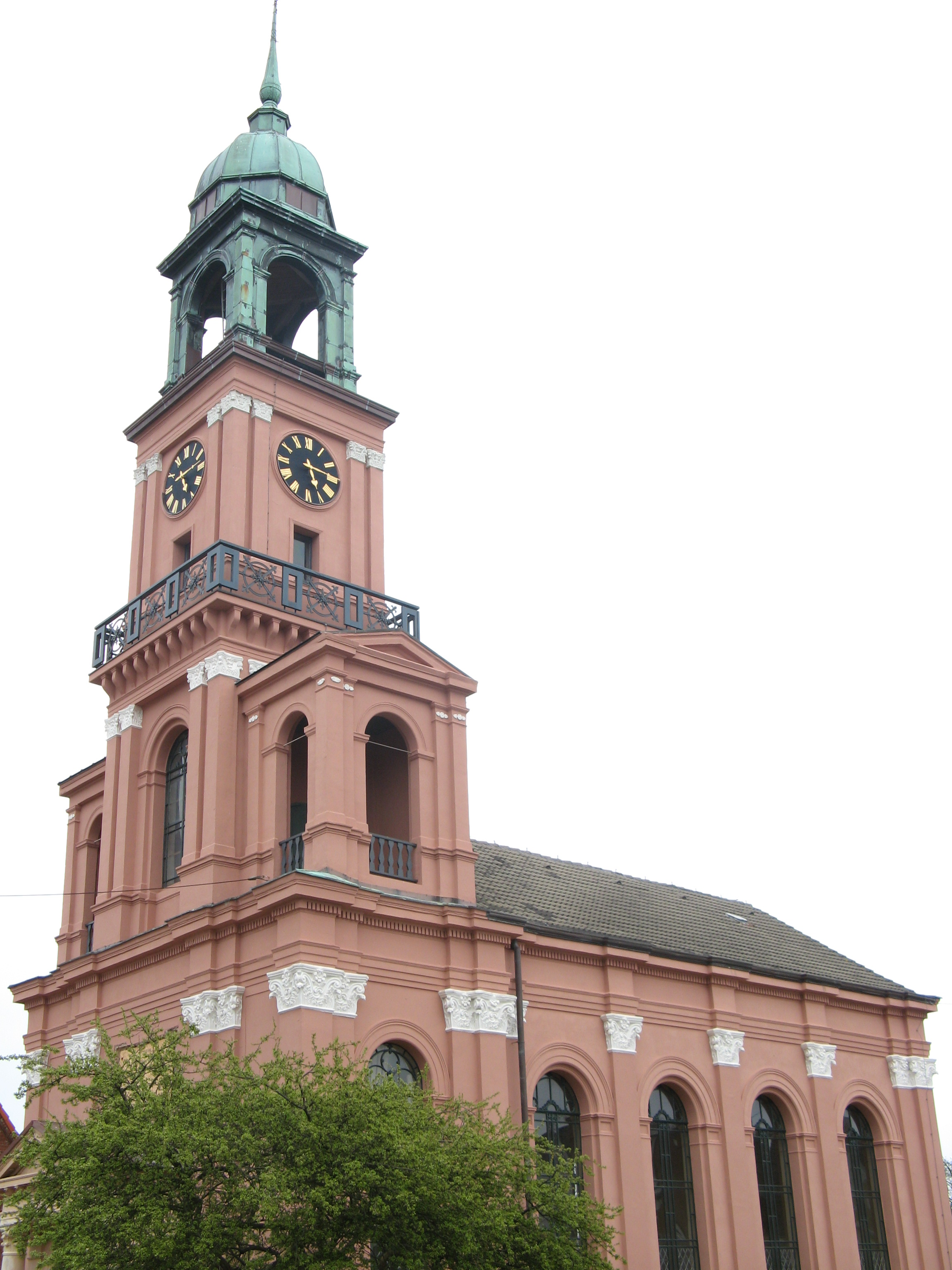
Église de remontrants à Friedrichstadt (Schleswig-Holstein), en Allemagne.

La doctrine des remontrants a été incarnée en 1621 dans une Confession écrite par Episcopius, qui sert de base à l'église remontrante depuis son retour aux Pays-Bas en 1626. Celle-ci reprend en partie l'opinion des remontrants déjà exprimé en 1618.
Jan Uytenbogaert donna aux remontrants un catéchisme et régit leur ordre d'église. Leur séminaire à Amsterdam fit se distinguer certains élèves, notamment Curcellaeus, Limborch, Wetstein et Le Clerc. Leur école de théologie, qui devint plus libérale et même rationaliste, débattit avec force de l'église officielle réformée néerlandaise et d'autres confessions chrétiennes. 
Après la mort de Maurice d'Orange en 1625, certains exilés sont revenus. Le gouvernement est devenu convaincu qu'ils ne représentaient aucun danger pour l'État et, en 1630, ils ont été officiellement autorisés à résider de nouveau dans toutes les régions de la République. Cependant, ils ne furent pas officiellement autorisés à construire des églises avant la création de la République Batave en 1795. Jusque-là, ils tenaient leurs services dans des Schuilkerken (églises de maison). 

### Libéralisme
Au milieu du XIXe siècle, la fraternité remontrante subit l'influence du libéralisme, qui en Hollande était incarné par Petrus Hofstede de Groot (1802-1886)[réf. nécessaire]. Sa théologie eut une large audience en Europe, ce qui est caractéristique de la phase romantique de l'humanisme chrétien ; aux Pays-Bas, ce courant de pensée est représenté par les « théologiens de Groningue », ceci depuis 1830.

### Postérité théologique des premiers remontrants
La plupart des premiers remontrants suivirent la version classique de l’arminianisme. Néanmoins, ceux-ci ne sont pas les seuls protestants à pouvoir être considérés comme arminiens ou à être appelés « arminiens ». En effet le mouvement arminien est un développement interconfessionnel qui a pénétré dans l’Église d’Angleterre, le méthodisme, les baptistes généraux, le mouvement de sanctification, l'église adventiste, le mouvement charismatique, dont le pentecôtisme et un certain nombre d'autres dénominations protestantes. 

## Fraternité remontrante moderne

### L'église

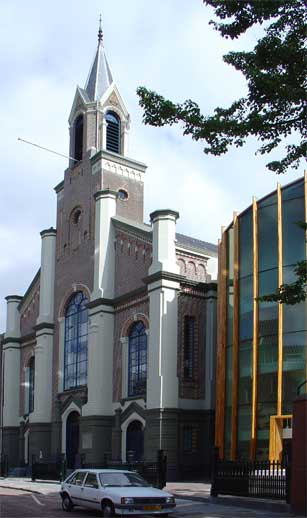
Église de remontrants à Groningue, Pays-Bas.

La fraternité remontrante se perpétue en tant qu'église aux Pays-Bas. Les remontrants ont été reconnus officiellement pour la première fois en 1795. Leur congrégation principale se trouvait à Rotterdam.
Selon les statistiques de l'église, en 2016, la fraternité remontrante compte environ 5 000 membres et « amis » dans plus de 40 congrégations des Pays-Bas et une congrégation Friedrichstadt, dans le Schleswig-Holstein en Allemagne. Les remontrants restants sont dispersés internationalement. 
La fraternité remontrante reste en communion avec le réseau protestant libéral européen, et est membre de l'Alliance réformée mondiale. Il faut noter aussi que les remontrants actuels sont fréquemment unitariens. 
Conformément aux idées progressistes sur la religion, les remontrants contemporains bénissent les partenariats de même sexe sur un pied d'égalité avec les mariages de sexe différent à partir de 1986 (les mariages d'église n'ont pas de statut légal aux Pays-Bas, où les mariages civils légalement reconnus sont devenus possibles en 2001),. En cela, les remontrants ont été la première église chrétienne au monde à bénir des relations de même sexe comme similaires à d'autres relations. 
Les remontrants mettent beaucoup d'emphase sur la foi personnelle et ne sont pas d'accord entre eux sur les questions de foi et les problèmes sociaux. Ils considèrent que le message de l'Evangile ne peut être séparé des vrais choix dans la lutte pour la vie commune, sur la voie d'un monde de paix et de justice. Ce qui les lie, c'est la déclaration de principe :
 L’Église remontrante est une communauté de foi qui, enracinée dans l'évangile de Jésus-Christ, et fidèle à son principe de liberté et de tolérance, cherche à adorer et à servir Dieu.

### Confession de foi
En plus de la déclaration de principe, la plupart des remontrants contemporains écrivent leur propre déclaration ou profession de foi lorsqu'ils deviennent membres de la communauté. La fraternité a exprimé à trois reprises au cours de son histoire la foi qu'elle partage dans une déclaration confessionnelle, en 1621, 1940 et 2006. Cependant, les remontrants, en tant que dénomination n'étant pas attachés à un crédo ne considèrent aucune confession comme ayant une autorité indiscutable. 

### Citations
1. ↑  « Remontrants » peut être orthographié « remonstrants » selon l'usage du XVIe siècle conservé par le néerlandais ou encore « remontrans » (Potter 1837, p. 128).
2. ↑  Cantù 1862, p. 183-184.
3. ↑  Cadier et Dumas 2019.
4. 1 2 3  Cantù 1862, p. 185.
5. 1 2 3 4 5 6 7 8  Chisholm 1911.
6. ↑  Cantù 1862, p. 186.
7. 1 2  Barthe 1864, p. 52.
8. ↑  Schaff et Herzog 1953, Chap. 2.
9. ↑  Episcopius et Ellis 2005.
10. ↑  DeJong 1968, p. 220 et suiv.. 1. que le décret divin ou la prédestination est conditionnel et non absolu. 2. que l'expiation est universelle en intention, quoique seuls les croyants puissent en bénéficier. 3. que l'homme pour exercer sa foi doit être régénéré par l'Esprit Saint, qui résulte de la grâce de Dieu. 4. que si la grâce de Dieu est une condition nécessaire de l'effort humain, elle n'agit pas de manière irrésistible chez l'homme. 5. qu'il est possible pour les croyants de déchoir de la grâce.
11. ↑  Haag 1862, p. 397.
12. ↑  Chastel 1882, p. 373-374.
13. ↑  Potter 1837, p. 142.
14. ↑  Benedict 2008, p. 313.
15. ↑  Zijpp 1959.
16. ↑  Olson 2012. J'omets complètement [comme référence pour définir l'arminianisme] les « arminiens de la tête », ces remontrants et leurs héritiers qui ont adhéré au rationalisme, au déisme et au libéralisme. Pour la plupart, ils ont arrêté de s'identifier comme arminiens de toute façon.
17. ↑  Olson 2012, ..
18. ↑  Schaff et Herzog 1953, Chap. 3-4.
19. ↑  LBR 2016.
20. ↑  LBR 2015.
21. 1 2  LBR 2019.
22. ↑  nu.nl 2011.
23. ↑  Trouw.nl 2010.
24. ↑  LBR 2006.

### Sources
- J. Barthe, Histoire abrégée de la prédestination jugée par la raison et Saint Paul aux Romains (thèse), Strasbourg, Silbermann, 1864 (lire en ligne)
- (en) Philip Benedict, Christ's Churches Purely Reformed: A Social History of Calvinism, 2008 (lire en ligne)
- Jean Cadier et André Dumas, « Calvinisme », sur Encyclopedia Universalis en ligne, 2019 (consulté le 5 mai 2020)
- Cesare Cantù, Histoire universelle, vol. 15, 1862 (lire en ligne), « Ch. 22 - Pays-Bas, Espagne, Portugal », p. 182-187
- Etienne Chastel, Histoire du Christianisme depuis son origine jusqu'à nos jours, vol. 4, Paris, G. Fischbacher, 1882 (lire en ligne), « Chap. 5, II, 2., d. Prédestination », p. 358-379
- (en) Hugh Chisholm, Encyclopædia Britannica, vol. 23, 1911 (lire en ligne), « Remonstrants », p. 82
- (en) Peter DeJong, Crisis in the Reformed Churches: Essays in Commemoration of the Great Synod of Dordt, 1618-1619, Grand Rapids, Reformed Fellowship, 1968 (lire en ligne), « The Opinions of the Remonstrants (1618) »
- (en) Simon Episcopius et Mark A Ellis, The Arminian confession of 1621, Eugene, Pickwick Publications, 2005 (lire en ligne)
- Eugène Haag, Histoire des dogmes chrétiens: Histoire générale, vol. 1, Paris, Joël Cherbuliez, 1862 (lire en ligne), « Arminianisme », p. 394-398
- (nl) nu.nl, « Kerken komen uit de kast in boek », nu.nl, 2011 (consulté le 22 septembre 2019)
- (nl) LBR, « Belijdenis », Landelijk Bureau Remonstranten, 2019 (consulté le 15 août 2019)
- (en) LBR, « Remonstrant Church », Landelijk Bureau Remonstranten, 2015 (consulté le 23 janvier 2016)
- (nl) LBR, « Deel 2 Commissie tot de Zaken - Activiteiten », Landelijk Bureau Remonstranten, 1er mars 2016 (consulté le 15 septembre 2019)
- (en) Roger E. Olson, « Who Is (or Might Be) an Arminian? », sur Roger E. Olson: My evangelical, Arminian theological musings, Patheos, 2012 (consulté le 27 août 2019)
- Louis de Potter, Histoire philosophique, vol. 8, Paris, Librairie historique, 1837 (lire en ligne), p. 121-145
- (nl) Trouw.nl, « Remonstranten en Boomsma krijgen homo-emancipatieprijs - Nieuws - TROUW », Trouw.nl, 2010 (consulté le 9 septembre 2012)
- (en) Phillip Schaff et Jakob Herzog, The New Schaff-Herzog Encyclopedia of Religious Knowledge, vol. 9, Grand Rapids, Baker, 1953 (lire en ligne), « Remonstrants »
- (en) Nanne van der Zijpp, Global Anabaptist Mennonite Encyclopedia Online, 1959 (lire en ligne), « Remonstrants »